# سندان (تشريح)
السندان (باللاتينية: Incus) هو أحد عظيمات السمع الموجودة في الأذن الوسطى. يتصل مع المطرقة وحشياً ومع الركاب إنسياً.

## معرض صور

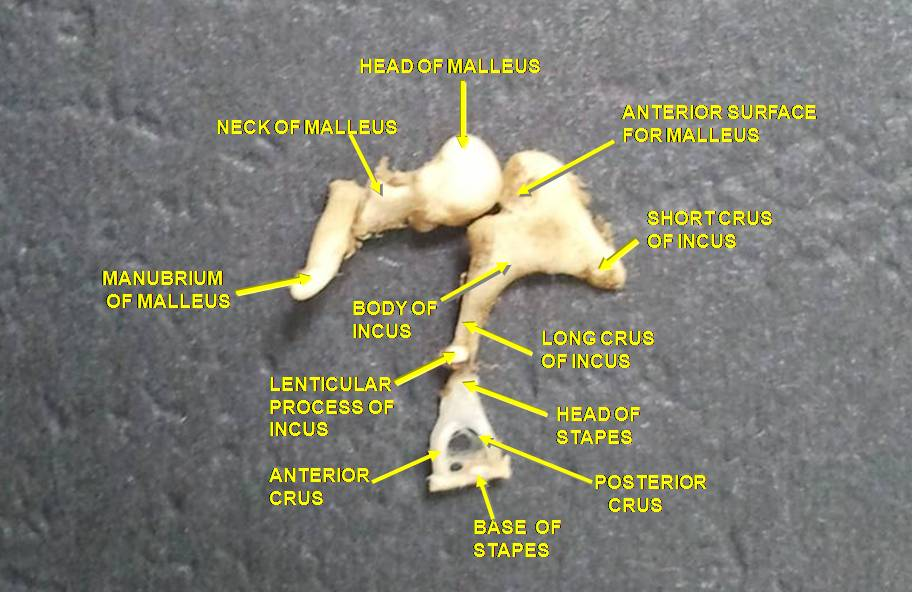
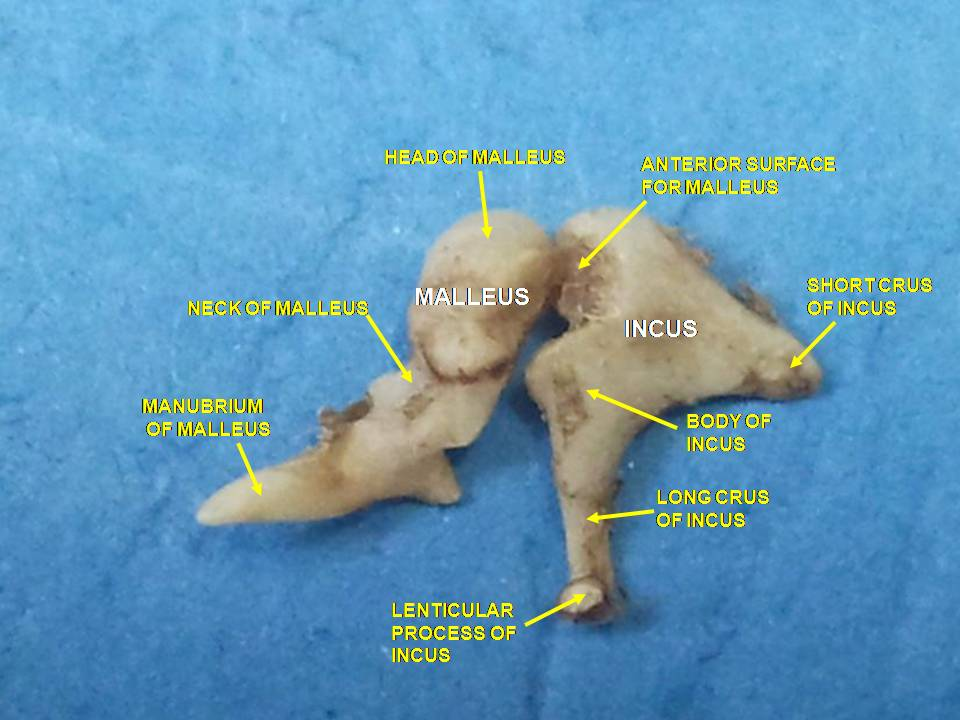
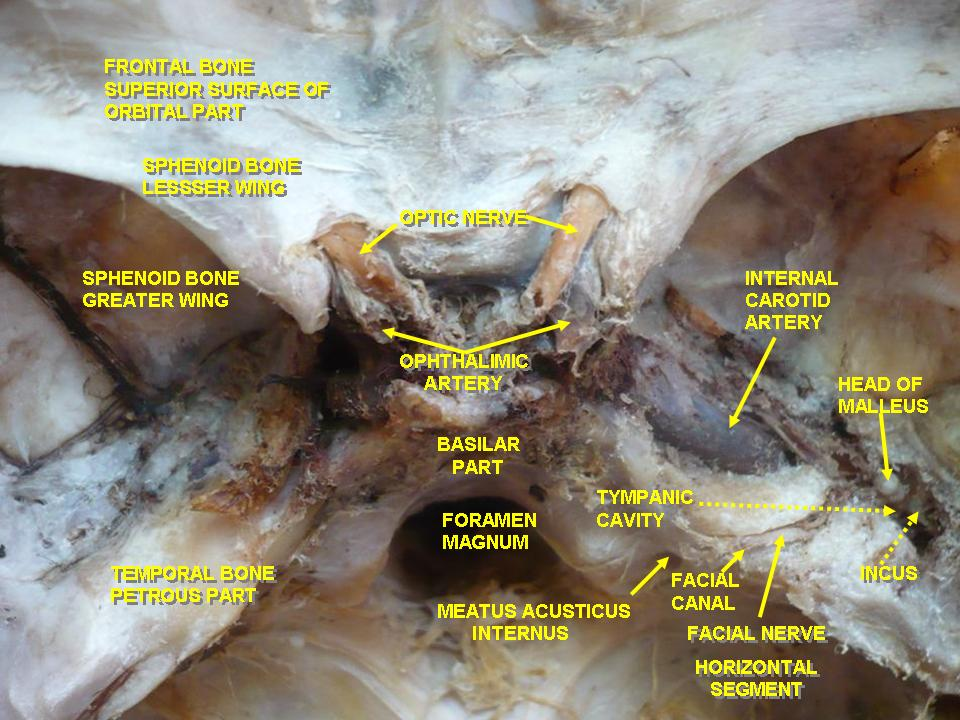